# 古畑任三郎の登場人物
古畑任三郎の登場人物（ふるはたにんざぶろうのとうじょうじんぶつ）では、テレビドラマ『古畑任三郎』の登場人物を列挙し、より詳細に解説する。

## 古畑任三郎
- 読み - ふるはた にんざぶろう
- 演 - 田村正和（中学生時代：山田涼介）
- 生年月日 - 1949年〈昭和24年〉1月6日
- 本籍 - 長野県東筑摩郡本城村大字
- 現住所 - 東京都世田谷区 → 府中市分倍河原へ転居。
- パスポート番号 - TG3226198（2004年1月3日放送「すべて閣下の仕業」においてのパスポート映像より）。

警視庁刑事部捜査一課の刑事で、階級は万年警部補。第2シーズン以降番組タイトルから「警部補」が無くなったが、昇進した訳ではない。一度、警察犬訓練所の飼育係に異動したが、「おみくじ殺人事件」で復帰する。
移動手段は主に自転車「ブリヂストンサイクル・セリーヌシルエット」の金色（ムービープロップではなく、ブリヂストンが1984年にブランドライセンスを買い、30台限定で製作販売したうちの一台で、実在する。価格は30万円）。自動車運転免許は持っていない。
小石川ちなみ（第1回の犯人）の愛犬であった「万五郎」という名の犬を飼っていたが、後に安斎に預けた。また、小清水潔弁護士が殺した被害者の飼い猫「ドモンジョ」を引き取った（この猫は、しばらく後の話でも再登場している）。ただし犬は嘘をつかないので嫌いだとのこと。
古畑任三郎役の田村正和と比較すると、実年齢で4学年年上の津川雅彦と16学年年下の小林隆が同級生役を演じていて、非常に役者の年齢にバラつきがある。

### 捜査方針
血を見ると目眩を起こし、拳銃を持たない（使い方を知らない。小説版では警察学校での射撃訓練の際、風邪で病欠したという設定になっている）など、刑事コロンボとの共通点も多いが、黒いスーツで小奇麗な出で立ち、独身などの正反対の一面もある。所持している警察手帳は、テレビ局から貰った高津小道具店の舞台用小道具の偽物という設定で、「かさばる」と嫌がって不携帯の時さえある（古畑のセリフによれば本物の警察手帳は「失くした」とのことである）。
自分の先輩で警視を務める小暮音次郎から、拳銃を携帯せず、さらに撃ち方を知らないことを突っ込まれた際には、「主に頭脳労働を担当している」と語っている。最終的に、犯人である小暮のアリバイの矛盾を古畑が暴いたときには、小暮から「納得いったよ。君に拳銃は必要ない」と評され、古畑はそれに対して「最高の褒め言葉です」と返して敬礼をした。
プライベートでもよく事件に遭遇し、「いくらドラマの中の刑事とは言え、なんでもアリというのはいかがなものか？」という視聴者からのハガキに対しては、「なんでもアリなんです」と答えている。

### 推理手法
容疑者の目星をつける
彼の推理法は、持ち前の鋭い観察眼と直感力で、わずかな手がかりや発言の矛盾を即座に見抜くことから始まる。多くの場合、出会った直後に犯人ではないかと目をつけている事が多い。これについては視聴者からのハガキで追及されているが、「正味45分で物語を成立させるためには仕方ない」と古畑は説明している。
容疑者が下記のような言動をした際には、何らかの意図があると睨んで、それをとっかかりに推理していく。
- 「嘘をついたとき」
- 「普段やらない事をやっているとき」
- 「普段やっている事をしなかったとき」
- 「普段やっている事が事件に合致したとき」
- 「皆が分かっていることを間違えたとき」
- 「犯人しか知り得ないことを知っていたとき」
- 「たまたま偶然が3度も続くとき」

容疑者への尋問
容疑者と睨んだ人物に対しては、形式上はフレンドリーに振る舞いながらも、粘着質なほど執拗にいつまでも付きまとい、ユーモラスで巧みな話術で執拗に質問をかけ、徹底的に追及するという方法である。その際には、適当な嘘やでまかせで話を合わせたり、相手を怒らせたり不愉快にさせたりすることで平常心でいられない状態にして、相手の不用意な言動を引き出そうとすることが多い。
容疑者のトリックを見破るために、今泉に何度も同じ行動をやらせることが多い。推理に行き詰まった際には、ファミレスなどで食事をしながら部下の今泉たちと会話することが多く、そこで主に今泉の「何気ない言動」からヒントを見つけ出して、犯人のトリックを見破ることが定番となっている。
事件解決の時には、基本的に1対1になる。推理ミスやこじつけであっても、証拠であると提示して容疑者の動揺を誘い、犯人の自白やボロを引き出そうとする。
容疑者の嘘について
嘘を見破る秘訣については、「嘘が下手な人は、すべてを嘘で塗り固めようとする」「嘘の上手い人は、肝心の所だけ嘘をついて他は本当のことを話そうとする」ので、「正直者ほど嘘が上手い」と説明している。
「人間は嘘をつく」「嘘をつくことには理由がある」という恩師の言葉から、嘘をついた人間に積極的に接しており、上記の捜査方法と考えると犯人、あるいは犯罪と関わっているのではと嘘をついた理由を徹底的に探っていく（古畑中学生）。

### 性格
古畑本人のセリフによると、乙女座のA型の特徴とされる「頭が切れる割に情に流されやすく、意外にミーハーである。性格は神経質でかなりねばり強い」と一致するという（ただし、古畑は乙女座でもA型でもない）。また、「人間に解けない事件はない」など、自分の推理力には絶対的な自信を持っている。
推理をすることを何よりも好む。「人が解けない謎を解くのが好き」と語り、風邪でダウンしていても事件が起きていることが分かると、とたんに元気になった。少年時代から新聞の誤植を見つけては投書していたという（第3回）。捜査を楽しんでいるようですらあるが、あくまで犯罪を憎む信念をもって行動しており、ゲーム感覚で行っている犯人に対しては、真っ向から批判した。
負けず嫌いで今泉や犯人の趣味に付き合うも、言い訳をして負けを認めたがらない（今泉と将棋を指した際、王手を掛けられたところで駒をぐちゃぐちゃに混ぜたり、ビリヤードをした際には、今泉の打ったボールがポケットに入るところで邪魔するなど）。このようにいたずら好きな一面もあるがこれは中学生の時から変わっていない。
マイペースすぎる性格のため、今泉とはまた違った意味で周囲を振り回すこともしばしばある。
中学校時代に、向島の学校に転校するまでは、他人とあまり関わろうとせず、他の生徒がドッジボールに興じる中、一人だけ離れたところで読書をしていたが、同級生になった向島が学校の花壇を荒らした犯人（真犯人は、向島が肥料と間違えて花壇に蒔いた「ツリガネソウの種」を好物とするカラス）として疑われた騒動を解決した事をきっかけに、他の生徒とも会話をするようになった。

### 容疑者との接し方
「どんな時でも人生はやり直すことが出来る」という考えを持っており、その言葉で人生に絶望した犯人を諭すこともある（第1回、第32回、第42回）。
また、マイペースな変わり者ながらも警察官・刑事としての領分はわきまえており、第12回では孫娘を殺した犯人でありながら裁判で無罪となった生原を射殺した小暮の犯行を暴き、それには法に代わって制裁を科す目的があった旨を小暮が語ろうとした際には「人を裁く権利は我々にはありません。私たちの仕事はただ事実を導き出すだけです。」と、堂々と語った。
女性の犯人には優しく、第13回では、野田の妻・ひかるが、夫を事故に見せかけて殺害しようとしたのを古畑は知っていたものの、古畑の温情によって見逃している（「消えた古畑任三郎」で今泉はこの事で古畑が犯罪組織と繋がりがあると疑っていた）。
また、犯人が男性の場合でも、その人が尊敬に値する人物であれば、たとえそれが殺人者であろうとも実に紳士的にふるまう。逆に、相手が少しでも気に入らない犯人の場合は、完膚なきまでにこらしめるのも特徴のひとつである。
また、知ったかぶった言動で犯人を弄ぶように追い込むことが多く、特に精神的に追い込まれている犯人にはこういった方法で相手を追い込んでいる。なおこのことで総集編にて、第22回犯人・若林仁に「精神的サディスト」と称され相当ショックだった様子。

### 家族・友人
女性関係
結婚はしていない（第42回）。小石川ちなみとは、事件後かなり親しい関係だったが、第20回で事件現場に到着した古畑は、小石川ちなみの結婚式の帰りであることを話しているため、彼女は別の男性と結婚したことが分かる。第42回で大野かえでにも、告白めいた言葉をかけられたが、すぐに彼女は死亡したため、やはり恋愛に発展することはなかった。
中学生時代は、同級生の戸部明日香と互いに好意を持っていたが、古畑が事件を解決した後、母親の都合によりすぐに転校してしまい恋愛関係に発展することはなかった。
「古畑任三郎 VS SMAP」でSMAPのマネージャーを務めていた旧姓前田（演：戸田恵子）とは、事件後に「家族ぐるみの付き合い」をしているらしく、その後2013年の『SMAP GO!GO!』で公開された生放送一発撮りの「VS SMAP その後」での14年後の近況によると、前田マネージャーは左手の薬指に婚約指輪らしきものを填めており、彼女と結婚を前提にしたお付き合い（同棲など）をしていると思わせる描写をしている。
友人
友人は少ないらしい（第10回）が、今泉のことはぞんざいに扱いつつも実は友人とみなしている（第14回）。
家族
四人兄弟（兄二人と弟一人）の三男で、一番上の兄は九州大学付属病院に勤務しており、弟の名は金四郎という。ただし、前者は台詞で語られたのみで、後者も劇中に登場したのは偽者であり、いずれも本人は登場していない。だが、リンゴを渡す際に「弟が上京した際のお土産」と言っている。
父親はタヒチへの旅行中、頭上から落ちてきたヤシの実に当たり客死した（第40回）。ただし、これは古畑が当時「容疑者の音弥をかばう人間」と見なしていた天馬から証言を引き出す為の誘導尋問をした際の発言であり、真実は不明。
「古畑中学生」において、中学生時代には転校先の向島が住む村唯一のキャバレーに勤める母親と二人暮らしで兄弟はいないという設定になっており、これを正しいとするならば、上記の兄弟は嘘ということになる（ただし、両親が離婚してそれぞれが兄弟を引き取り中学生時代の古畑がそれを知らなかった場合や、その後に母親が再婚して「義理の兄弟」ができた可能性もある）。
また、母の弁によると「父親はアメリカへ帰った」とのことだが、古畑は向島に対して「母は昔から、酔うと本当か嘘か定かでない、適当なことを口走る癖がある」と語っており、このいい加減なところのある母の弁を古畑自身は信じていない。

### 趣味嗜好
好物
好物は魚肉ソーセージ、酢豚（思いっきり酸っぱいもの）、スイーツ（ケーキ、パフェ）、ハンバーガー（コンビニチェーン店「MINORIYA」と、モスバーガーのもの。ただし、MINORIYAのものについては、ピクルスが真ん中に一枚、それを取り囲むようにして周りに四枚、計五枚を花びらのようにどこから食べてもピクルスに当たるようにしなければいけない）。第3回では喫煙している描写がある。
趣味
ゴールデンハーフのファンクラブ会員であり、中でも特にルナのファン。少女コミック（「カリマンタンの城」作: 小石川ちなみ）の愛読者。『サザエさん』は最初の歌（火曜日の再放送版）だけが好きと語っているが、劇中では時間の確認のために観ただけで、本当に好きなのかは不明。中学生時代はシャーロック・ホームズが大好きであったようで、かなり精通している。
また、オーストラリアへ今泉と共に海外旅行中、大型プール付きのホテルに宿泊しながらも自身はプールに入らなかったが、本人はこれについて「ダイビングが趣味だから、深くないプールは潜った気がしなくて嫌い」という旨の発言をしている。
テレビ番組
テレビはよく見ているようで、『LOVE LOVE あいしてる』などのような若者向けの番組が大好きである。SMAPのメンバーが過去に出演していたテレビ番組（『夢がMORI MORI』・『満員御礼!学園キッズ』・『青春家族』・『時間ですよ平成元年』・『赤ずきんチャチャ』など）のことをよく知っており、「拝見していましたよ」と語りかけてSMAP本人たちをも感心させた（第26回）。
ラジオ番組「中浦たか子のミッドナイトジャパン」に出演経験もあり（第11回）、テレビのクイズ番組「クイズ王」にも出演したが、全ての問題で問題を最後まで聞かずフライング、最後の問題では今泉の不適切なヒントもあって的外れな答えで不正解を出し、相手に一言もしゃべらせないまま準決勝で敗退（第19回）。
「鬼警部ブルガリ三四郎」という刑事ドラマの監修をしたことがあり、「ラブポリス」という刑事ドラマに関しても監修を頼まれることがあった（第42回）。オカルト関連には全く興味がない。

### 特技
得意料理
得意料理はミートローフ、焼き茄子、茶碗蒸し（フランスパンを浸して食べる癖がある）。もっとも、これは事件で必要になったため、急にレシピを覚えたフシがある。ただし、卵は片手で割っているので、それなりに料理はしている模様。また、今泉や芳賀に手作りカレーを振る舞ったことがある。
スポーツ
特技は、非常に独特のフォームで投球するボウリングで、署内対抗ボウリング大会で優勝する腕前を持っている。
野球でピッチャーをした際も、ボウリング同様に独特の構え（完全にボークであった）で投げている（1球だけとはいえ、イチローからストライクを奪った。2球目は場外ホームランを食らった）。この時は「高校時代は野球部に所属しエースで4番」であったと語っている。
学生時代はバスケ部や野球部、応援団などに所属したと語っているが、その大半は真偽不明。特にバスケットボールに関しては、バスケット（ゴールリング）を「輪っか」と言うなど、基本的な用語さえも覚えていない様子。ただし、応援団で旗持ちをしていたことは事実らしい。大相撲にも関心があるらしく、好きな力士は星安出寿。
学業
英語は軽くはしゃべれるが、海外ではミスを連発し、自分が注文したものとは全く別のものが運ばれてきたこともしばしばである。なお、数学の成績は最低だったとしている（二本松晋から聞かれた際に答えている）。
歌唱力
越路吹雪の「サン・トワ・マミー」や「ラストダンスは私に」などは数少ない歌のレパートリーのひとつであるが、歌唱能力はいまいちで、中浦たか子から「下手」と言われた。また、失恋の歌である「サン・トワ・マミー」を、知人の結婚式で歌って顰蹙を買っている。

### 部下達との関係
今泉との関係
今泉に対しては、からかったりこき使ったりと散々な扱いをしているが、実際には今泉のことは大切な友人と認識している。
第10話で今泉が痔の手術のため入院した時は、毎日見舞いに行っている。術後今泉の容態が悪化した際には、ストレッチャーで手術室に運ばれる今泉に駆け寄り、「大丈夫だ今泉君！必ず助かる！」と励ましている。
第14回では弁護士・小清水を犯人と見破り、そのうえで「友人の人生がかかっている」と発言し、法廷の場で今泉の無実を証明してみせた（古畑は確証がない限り本人に向かって犯人とは言わないが、このときだけは証拠がないのに「私はあなたが殺したんだと思ってる」と発言した）。
スピンオフ作品である「巡査・今泉慎太郎」では、今泉へのバースデープレゼントとして、オリジナルソング（番組テーマ曲の替え歌）を作詞していたことが明らかになっている。しかし第3シーズンでは今泉の扱いがかなり悪くなっている。
第39回では花田が今泉達のことを古畑の「お友達」と言ったことに対し「2人は友達ではない」という趣旨の発言をしている（第14回では、向井ひな子を殺害した犯人として逮捕された今泉と面会した際、「警察署内では『古畑と今泉は大の仲良し』と思われているらしいが、私はその事が一番腹が立つ」と話していた）。しかし、古畑は小清水に対して今泉を「友人」と称しており、表立っては言わないが、本心では友人として認識している様子。
第40回では「祟りだ!」を連発する今泉に辟易していた。
西園寺との関係
西園寺に対してはその能力を認め、第32回では安斎の下へ連れて行ったりもしている。また、古畑が犯人と対決する際には居合わせていることも何度かあった。
向島との関係
向島に対しては中々名前を覚えなかったが、第2シーズン最終話（総集編扱いの第25回を除く）である第24回で名前を覚えた。その後、第36回と第39回では古畑達と一緒に旅行に行ったりもしている。第41回では、向島の退職後も古畑は彼のことを気にしていたと西園寺が発言している。また、この回の最後で古畑はイチローのために自首した向島に温情をかけて見逃している（イチローが唯一ついた嘘が異母兄である向島を守ることであったため、彼への敬意を表し、向島のアリバイ工作を罪に問わなかった）。また、「古畑中学生」では中学の時に1か月間同じクラスで向島は古畑の助手を務めていたことが判明。ただし、『古畑任三郎』本編でそのことを覚えているような描写はない。

### その他
業界用語
よく業界用語を言い間違え、そのことを何度も指摘されるというのが定例の流れになっている。第1回ではコミックを「漫画」、第24回ではフラワーアレンジメントのことを「生け花」、第27回では検案のことを「検死」、第39回では勲章のことを「メダル」と何度も言い間違えている。
容疑者などから難しい用語を聞くと「アクチノバシラス・アクチノミセテムコミタンス」と、歯周病菌の名前を言って対抗することがある。
容疑者への対応
容疑者に質問を行う際、よく「いや、形式的なものです」と前置きする。また、何か考えるとき、親指と人差し指を立てた片手を、額にあてるのが癖。容疑者に苦悩の胸中を打ち明けられたとき（被害者の死を知らされた、あるいは古畑に屈服したあと）に、「お察しします」というのも口癖である。
その他
コンビニエンスストアが好きらしく、財布の中にはレシートが隙間なく詰まっている。
SMAPの事件を解決してから、そのことをやたらと人に自慢するようになる。
警察犬訓練所に異動していた際には自分が訓練した犬にかつての犯人の名前（「おたかさん」「ばんずいいん」「しゅんぽうどう」「ふたば ほうよう」等）を付けていた。ただし犬は嘘をつかないので実は嫌っている。
事件を解決した夜は、部下や関係者達を自宅に呼んで鍋パーティーを開く（今泉は呼ばれていないらしい）。
有名な古畑任三郎のテーマは実は「今泉君を讃える歌」として歌詞つき版が存在しており、作詞は古畑が行ったことになっている。
『名探偵コナン』単行本23巻の「青山剛昌の名探偵図鑑」において、犯人にとって最も相手にしたくない名探偵と称されている。

## 今泉慎太郎
- 読み - いまいずみ しんたろう
- 演 - 西村雅彦

古畑の部下で、階級は巡査。
「巡査・今泉慎太郎」第10回の時点で34歳。本編第13回の時点で35歳、第41回の時点で45歳。法学部卒。古畑にこき使われる、イタズラの標的にされるといったように古畑にいいように使われている。第1シーズン第10話で痔の手術をしている。自律神経失調症で二度（1995・1996年）一時休職。
当初は頼りないもののごく普通の刑事として描かれていたが、後述のように第2シーズン以降は軽薄かつ慌て者で間の抜けた一面が強調されており、西園寺に「あれほど役に立たない人がいると思いませんでした」、小清水潔（明石家さんま）には、「単細胞なやっちゃなあ」「アホやな」と言われている。しかし、彼の無意味な行動が事件解決のヒントをもたらすことも多々あり、古畑にはある意味で認められている。
美術クラブのオークションで（自分のミスで）ローンを組んで買った125万の仏像を（実際にはかなり出来の悪い代物とはいえ）その日のうちに古畑に壊された。今泉自身も時に古畑への不満を口にすることはあったものの、長年直属の部下として古畑と共に捜査の前線にいたことで、古畑に対しては心から尊敬・敬愛しており、第3シーズンになると古畑の信頼と寵愛を一身に受ける西園寺に嫉妬の感情を露わにすることも多かった。
額が広く、古畑からよく額を叩かれたり、「ピカさん」、「デコさん」、「デコ」（警察内）、「でこっぱち」、「タコ」（古畑が命名）、「ハゲ」、「タコ坊主」（小清水弁護士が命名）などといったあだ名で呼ばれたりする。何かと体調を崩しやすく、痔や自律神経失調症で入院したり、走りすぎて病院送りになったり、外で長時間立たされて風邪を引いたこともある。
警視総監を目指している（しかし、ノンキャリアであるため実現する可能性はゼロである）が、同期はみな警部へ昇進している中、1人巡査の身にある自身を恥ずかしく思っているらしく、第41回では転職も考えていることを口にした。
小説版には登場しない。「頭の禿げあがった、若いのか年寄りなのか分からない刑事」と描写されたそれらしき人物が1度だけ登場するが、今泉慎太郎であるとは語られていない（「おめでとう、アリ先生」）。脚本家で小説版の著者でもある三谷幸喜はあとがきで、「古畑の心理描写は皆無と言って良い。人物描写すらほとんどない。」と語るほど「徹底して犯人の側から物語を描くように努め」、「先の理由から古畑個人にまつわるエピソードを省略した」ので、「古畑の忠実な部下今泉のシーンが、全部カットになった」と述べている。三谷幸喜にすら「史上最低のワトソン」と言われ、DVDの登場人物の解説でもこの名称が使われることがあった。

### 性格・行動
発言や行動はかなり間が抜けており、本作におけるコミックリリーフを務める。第17回において爆弾の解体をやらされた際「（リード線が）仲良く並んでます」などと発言し暮睦警部を憤慨させ、解体の第一段階が終わった段階で安心しきって友人と携帯電話で電池が切れるまで長話をし、最後の2色のリードを切る部分の指示は色旗で行わざるを得なくした。
また、古畑とは対照的にオカルト関連を信じやすく、第40回では音弥や古畑のいたずらがあったとはいえ祟りをすっかり信じ込み、何かにつけ「祟りだ」「次に死ぬのは俺だ」「祟るなら古畑を祟れ」などと絶叫し周囲をあきれさせた。
第14回では、大学の同期である小清水潔によって、彼の元恋人である向井ひな子を殺害した犯人に仕立てあげられ、警察署内での「古畑と今泉は大の仲良し」という噂を理由に捜査を外された古畑からも見放すような態度を取られていたが、最終的には古畑が真犯人を暴いたことで釈放された。
トラブルや犯罪に巻き込まれやすく、第17回でおみくじ入りのお菓子を食べた時には「大凶」を引き、また、遊園地の警備員が殺害された事件の捜査中に勝手に観覧車に乗った結果、爆破予告をきっかけに観覧車が停止し、さらには偶々乗ったゴンドラに仕掛けられた爆弾の解体をさせられる羽目になった。
不注意によって古畑を殺しかけたことがあり（第25回）、そのことから話が進んでいくにつれて古畑からの扱いは冷たくなっていく。
古畑が有名人を疑っている場合は、それを全く信じず（第9回・第11回・第26回・第41回）、古畑がイチローを疑っていると分かった時は、元同僚である向島に自首を促した。
第2シーズン以降は直接的な形で捜査に貢献することはほとんど見られないが、第31回では、直感で犯人と動機を当てている。第38回では犯人グループに拘束されていた西園寺を救出したほか、独自の捜査で、第37回冒頭の殺人事件の犯人がSAZの過激派グループの一員であることに気付いていた。また、第42回では西園寺と共に犯人の動機等を当てている。
鼻にティッシュを詰めると耳が遠くなる（「巡査・今泉慎太郎」第11回）。
洒落たことを言った時、得意そうな顔をする癖がある（第41回）。

### 家族・友人
テレビゲームが好きな1914年生まれの祖母と2人暮らし。ビデオデッキは所有していない。家に本棚はおろか書物さえあらず、部屋は散らかっている。第40回で、1週間ほど前に引っ越したことが明らかにされたが、その家もテレビの上に電子レンジが置かれているらしく、やはり汚い。「おしゃまんべ」という名のネコを飼っている。
今泉が思いを寄せた女性は大抵事件に巻き込まれて死んでしまう（第14回の向井ひな子、第30回の日下部薫子）が、双方とも問題のある行為を行っているので、見方によっては「悪女に引っかかりやすい、女運の悪い男」とも受け取れる。ただし、1人だけ例外がいる（後述）。なお、第1回ではガールフレンドがいることを明かしていたが、以後もその女性が登場することは無かった。
弁護士の小清水潔とは大学の同級生だったが、彼により犯人に仕立て上げられ、あやうく有罪になるところだった（第14回）。
第23回に登場した国際線のスチュワーデス（客室乗務員）であるジョアンナという黒人女性と中々に親密（抱き合って写真を撮る仲）で、日本に呼んで祖母に紹介する気でいるらしい。今泉のセリフによれば「ひょっとしたら、ひょっとするかも」とのことである。しかし、前述の通り第3シリーズの第30回では別の女性に思いを寄せていた。

### 特技・好物
多趣味で、刑事になる前はアマチュア・オーケストラでクラリネットを吹いていたり、ハスラーやダーツをやっていた。落語研究会や将棋研究会に所属していたこともある。将棋やビリヤードに関しては古畑よりも強いが、大抵は古畑に邪魔されるため報われない。
他にもフラワーアレンジメント、料理、手品もでき、ことわざやボウリング、編物、陶器についてなど、様々な知識を有しているが、刑事としての仕事に活かされることは少ない。頻繁に福引で海外旅行を引き当てる才能を持ち、悪運も強いが旅行に出かけた先々で事件に巻き込まれている。愛車はダイハツ・アプローズ。第3回での古畑のセリフから、以前は喫煙していたが、現在は止めていることが分かる。
好物はピーマンの肉詰め。好きな映画はグリース。好きな歌手はABBA。好きな歌は「ダンシング・クイーン」。ゴールデンハーフのファンクラブ会員であり、中でも特にエバのファンで追っかけをやっていた。

### 対人関係
古畑との関係
人使いが荒く傲慢な古畑との関係には苦労しているらしく、一度は警察を辞めようかと考えたり（第9回）、古畑を殺そうと考えたりもした（「巡査・今泉慎太郎」第5回）。事件後、科学捜査研究所の桑原の所で、愚痴をこぼすのが日常である。
第15回の事件では、外で立ちっぱなしになっていたせいで風邪を引いたとのことで、「俺の立場はどうなるんだよ」と発言した（「巡査・今泉慎太郎」第2回）。また、現場検証などで体力が必要な検証を行う際（トリック立証のタイム測定のために走らされることが多い）は、いつも今泉が起用されている。第11回では走りすぎで病院送りになった。
古畑に無視されたり、のけ者扱いされるとすぐにすねて、第32回では古畑を慕うあまり安斎の山荘まで押しかけてきた。また、古畑の相棒は自分だと自負しており、第2シーズンでは芳賀、第3シーズンでは西園寺に異常なほどの対抗意識を持っていた。しかし、第3シーズンでは今泉が古畑と犯人との対決時に居合わせたことがほとんどない。
古畑とのコンビは、2人をよく知らない警察の人間には、「仲良しの名コンビ」と認識されているらしく、今泉が容疑者となった事件では古畑が捜査から外された（第14回）。古畑の現場復帰に際し、自律神経失調症で休職していた今泉が部下として復帰することになった（第27回）のも、西園寺が「古畑さんといえば今泉さん抜きには語れない」「古畑さんに欠かせない人」だと思っていたためである。実際、今泉の頓珍漢な言動や行動が事件解決のヒントになることが非常に多く、古畑が今泉を手離さない理由となっている。
古畑に対しては基本的に丁寧語で接しているが、陰で古畑を呼び捨てにしたり、第41回では殺人事件の被害者が車の中でマッチがあるのにそれを使わずに煙草を吸った方法がわからない古畑や西園寺に向かって「君たち馬鹿じゃないの?」と言い放ってから、車備え付けのシガレットライターの存在を教えた。
古畑からは邪険に扱われ、今泉本人も不満を露にすることが多いが、基本的に古畑との関係は良好で、2人はプライベートでも頻繁に行動を共にし、一緒に海外旅行へ出かけたり、習い事に通ったりしている。また、今泉が痔になった際には毎日病院に見舞いに行った。

## 西園寺守
- 読み - さいおんじ まもる
- 演 - 石井正則

第3シーズンから登場（初登場は第26回）した刑事で、古畑の部下。部長に昇進した芳賀の命令で古畑の部下に赴任した。
古畑も一目置く有能な人物で、犯行現場の状況分析・被害者の身元特定・容疑者（候補）の経歴調査など事件解決に必要なデータ収集を一手に引き受け、古畑をサポートする。推理には自信があるが、勇み足なところがある（第35回）。小柄な人間にしか出来ない事を、容疑者も出来ると誤認して古畑から注意を受けた事がある（第26回）。
性格
基本的には作品中では数少ない「普通」の感覚を持ち合わせた人物だが、大浴場でも海水パンツ着用で入浴をしたり、今泉と卓球やテニスをした際には「失礼します」と言ってからスマッシュを打つなど、少しずれた面もある。
普段は礼儀正しいが、黒岩博士に身長のことを言われて大声で怒鳴ったことがあり、自分の身長に関してはコンプレックスを持っている（第27回）ようだが、古畑が監修した刑事ドラマ「鬼警部ブルガリ三四郎」の登場人物である鶴田刑事のモデルが今泉だと分かると「小柄で優秀な部下というのはキャラクターとしては最高なのに」と、いつもとは逆に背が低いことを自らアピールし、自分をモデルにした登場人物がいないことに不満を洩らした（第42回）。
家族
寺の息子であり、第33回で読経（般若心経）を披露した。姉が3人いる。背の低さからしばしば「小男（こおとこ）」と呼ばれるが、家族の中では一番身長が高いとのこと。
趣味嗜好
尊敬する人物はナポレオン。若い頃はバックパッカーとして世界を放浪していたこともあるという。愛車は「最も危険なゲーム」時点ではシルバーのトヨタ・マークIIグランデ2000、「今、甦る死」時点では日産マーチ14S（こちらもシルバー）に乗り換えている、第30回においてはコンタクトレンズの煮沸器をよく忘れると言っているためコンタクトレンズ使用者。
その他
古畑に対する自分のポジションは自覚している（第42回）。今泉からは「チビ」「チビ太」「チビッ子」「小男」「小さいの」と呼ばれることがある。あたりめ（「鯣」の忌み詞）は好物（第27回）。一方で厳しい一面もあり、先述の通り寺の息子として生まれ、仏教に関する知識もあるものの本人は祟りや心霊現象などは信じていないため、「この事件は祟りが原因だ」と主張する今泉に対して「今泉! 世の中に祟りなんかないんだ!」と呼び捨てにして怒鳴りつけた（第40回）。

## 向島音吉（東国原音吉）
- 読み - むこうじま おときち（ひがしくにばる おときち）
- 演 - 小林隆（中学時代：タモト清嵐）

古畑を「最高の刑事」と敬愛する巡査。旧姓は東国原（ひがしくにばる）だが、『古畑中学生』で描かれた中学生時代では向島姓になっている。埼玉県秩父市出身。
高校時代に控え投手ながら甲子園の出場経験がある。
腹違いの弟に、メジャーリーガーのイチローがいるという設定になっている。
初登場は第2回である。物腰は穏やかで常に丁寧語で話すが、地味で影が薄く古畑が現場に到着すると、よく声をかけてもらえるものの、名前をなかなか覚えてもらえず、毎回のように「君名前なんだっけ?」「向島です」「覚えとく」という会話が繰り返される。また、今泉や桑原からも時折名前を忘れられることがある。第24回でやっと覚えてもらえたものの、東国原姓になっても向島君と呼ばれ続けた。第26回では東国原の姓に戻っていることを明かした。
役職は今泉・西園寺と同じ巡査であるが、今泉・西園寺がスーツ姿で前線での捜査に参加するのに対して、制服姿で主に屋外の警備を担当する。また、第36回では、古畑がファーストクラスに、今泉・西園寺がビジネスクラスに乗っているのに対し、向島はエコノミークラスに乗っている。
本人も雰囲気が地味で影が薄いことを気にしているらしく、今泉や桑原に相談しに来たこともある（「今泉慎太郎」第7回）。第40回で警察を退職することを明かし、第41回では民間ホテルの保安課所属の警備員として再就職する。
第41回までは今泉に対しても敬語を使っていたが、『古畑中学生』では古畑と同級生で、友人であるとの設定がなされた。
古畑との関係
名前をなかなか覚えてもらえないが、現場では顔馴染みである古畑のことを尊敬しており、古畑のことを「最高の刑事」だと認めている。
実は中学時代、向島のクラスに転校してきた古畑の世話係を任されたことで彼と友人になっており、古畑から贈られたコナン・ドイルの『バスカヴィル家の犬』の文庫本を今でも大切に持っている。しかし、劇中での古畑とのやり取りから察すると、古畑は完全にそのことを忘れている模様。自宅には警官になった後、古畑と撮った写真が飾られている。
家族・友人
向島財閥の婿養子で、元チーマーの妻は内田有紀に酷似している。子供が一人いる。
第3シーズンで一度離婚して旧姓の東国原（ひがしくにばる）になり、後になんとか復縁して向島姓に戻るも、まもなく再び離婚して結局、東国原姓となる。その後妻とは正式に別れ、偶然にも前の妻と同じ姓を持つ、プエルトリカンのアニタ・向島という女性と再婚した模様。
メジャーリーガーのイチロー（第41回の犯人）は異母兄弟（実在のイチローとは別人であることを強調するためこの設定になった）であり、実の兄弟のように育ってきた。
中学生の時も向島姓であった。また、上述の通り、中学生時代の古畑の助手だったこともあったようで、この頃寺の孫娘である戸部明日香に想いを寄せていたことがある（ただし戸部は古畑に想いを寄せていた）。
第41回での事件
ある日、仲の良い暴力団員に請われて暴力団同士の草野球に助っ人として参加する。満塁ホームランを打つ活躍を見せて試合に勝利するも、彼らと喜び合っていた姿を悪質なライター郡山繁にカメラで撮られ、強請りを受けることになる。
自分よりも弟・イチローの名誉を守るために、警察を退職し、退職金もはたいて金を支払い続けていたが、郡山の要求はエスカレートする一方。遂に郡山殺害を決意しナイフやストリキニーネのカプセル（科研にいた友人からくすねた）を用意するが、結局イチローが郡山殺しを決行。弟への愛情と、元警官としての良心の板ばさみで苦悩することになる。
イチローの身代わりで自首するも、古畑には通用しなかった。アリバイ偽装による殺人の幇助、ナイフを用意したことによる殺人予備、ストリキニーネをくすねたことによる毒物劇物等取締法違反などの罪は、古畑によって見逃がされた模様（犯人であるイチローがアリバイのでっち上げを拒否した為）。最終回である第42回には登場しなかった。

## 警察関係者
芳賀啓二（はが けいじ）
演 - 白井晃
第2シーズンでは、古畑の部下として登場した。非常に気が利く上、賢い一面も魅せるなど、その腕は古畑も認めている。初登場だった小清水潔の事件（第14回）では、今泉と懇意にしていると署内で評判だった古畑が担当を外されたことから、代わって捜査を担当した（事件を解決したのは古畑である）。当初は自律神経失調症で自宅療養中の今泉に代わって古畑と組む予定だった。この事件では今泉を誤認逮捕したが、血痕が付着した今泉のコートや、今泉が逃走を図ったことなどの状況から、部下を引き連れて力ずくで取り押さえた。優れた捜査能力・推理力の持ち主だとされるが、後に登場する西園寺ほどそれが披露された場面がないことから定かではない。今泉とは「古畑の部下」ポジションを巡って時にライバル心を燃やしあったりする。
古畑とは一緒に古畑の実家の長野に行って両親に挨拶をしてきたり、一緒に芳賀宅の風呂に入り、古畑の頭を洗ったりした仲で、その際のとても現像してもらえないような写真を持ち歩いていた。桑原とは、以前同じ店で働いていたことがあるという。
階級は第2シリーズでは巡査だったが、それから3年後の第3シーズンでは「部長」と呼ばれていた。
桑原万太郎（くわばら まんたろう）
演 - 伊藤俊人
科学捜査研究所の技官。事件が終わった後、今泉は時折桑原のもとを訪れ、古畑に対する愚痴をぶちまける。初登場は第12回で、古畑に対する憎しみを露にした今泉に、冗談とはいえ毒物（ストリキニーネ）を与えようとしたなど、若干マッドサイエンティストの気があった。その後第2シーズンで古畑と対面した時は物腰も柔らかい口調になっている。今泉の古畑の愚痴を邪険にせず、なぐさめや優しい言葉をかけるなど基本的に温和な人物。
年齢は今泉と学年は一緒だが早生まれなので1歳下。警察では今泉が先輩ではあるがタメ口で話す（初登場では今泉は桑原に敬語で話していた）。
ゴールデンハーフのファンクラブ会員であり、中でも特にユミのファンで追っかけをやっていた。落語研究会の出身という設定は、演じている伊藤俊人本人も実際に大学時代は落語研究会に所属していたことに縁がある。当時の高座名は南亭忽太（なんていこった）。
ライオネルという名の「メキシコで見つけた」「綺麗なサーモンピンク色の」「目つきの悪い」「蚊」を飼っており、逃げ出した際は近所の動物園のシマウマが根こそぎやられたとのこと。なお、この「ライオネル」の母親の名前はドロシーで、桑原家でペットとして飼われているらしい（「今泉慎太郎」第5回）。刺されたら死ぬとは桑原の談。
演じている伊藤が2002年に亡くなったため第3シーズン終了後は登場しないが、第41回では向島が桑原らしき人物からストリキニーネをくすねてきたと話している。
蟹丸義太夫（かにまる ぎだゆう）
演 - 峰岸徹
捜査第一課特殊犯捜査係長・警部。第4回ではファックスを頼りに部下に的確な指示をし、第7回では事故（実際は計画殺人）の記者発表で登場し（記者発表が好きなようで、メイクをして会見に臨んでいた）、第25回では古畑の消息に関する証言をしているが、第4回で最終的に責任を追及された際に部下であるはずの古畑に助言を求めるなど、基本的には「頼りない上司」的存在。
暮睦（くれむつ）
演 - 大谷亮介
爆発物処理班班長の警部。第17回のみに登場。観覧車に仕掛けられた爆弾をこともあろうに今泉に処理させようと苦渋の決断をした。どちらかと言うと「頭より体」と言った感じの体育会系で、古畑とは異なるタイプ。古畑とは署内ボウリング大会決勝戦で対決、負けている。階級は暮睦が上になる為、古畑は「警部」、「暮睦さん」と敬語で話すが、演者は田村が大谷よりも一回り歳上である。

## その他の登場人物
花田（はなだ）・花田兄（はなだあに）
演 - 八嶋智人
第27回から登場。以降レギュラーとなる。あらゆる職業を転々とする男で、ファミレス店員（第27回）、コーヒーショップ店員（第31回）、バー店員（第33回）、タクシー運転手（第38回）、日本大使館の派遣員（第39回）として働いたことがある。航空機パーサーとして登場（第36回、「巡査・今泉慎太郎」第12回）する花田は双子の兄。『古畑任三郎 FINAL』には登場しなかった。
鋭い勘（だけが頼り）で的確に犯人を指摘するが、それに全く根拠は無い。犯人を最初から知っている視聴者と同じ目線で、視聴者の代理、説明役としてドラマ内に存在していると言える。第39回だけは、過去の事件のような推理は披露せず、黛竹千代閣下に仕えているという立場から、閣下の関与を完全否定し、古畑の推理を戒めていた。しかし、途中からは古畑に協力し、事件解決に貢献した。
神宮音彦（じんぐう おとひこ）
演 - 山口崇
福岡天神大学理工学部教授。第9回にのみ登場。科学者としての立場から超能力を全否定し、超能力者を自称する黒田清とテレビ番組で対決する。小説版では古畑に代わって、黒田の犯行を暴くという重要な役割を担う（小説版では、古畑はスタジオに居合わせてすらおらず、神宮教授に電話でアドバイスをするのみ）。
海老沢俊晴（えびざわ としはる）
演 - 近藤芳正
第19回、第42回に登場。テレビ局のプロデューサーで担当番組はクイズ王、ポタージュなど。
松阪（まつざか）
演 - 野仲功
舞台監督。第26回、第28回、第33回に登場。本人は、自分の係わる仕事で必ず殺人事件が起こることに不満を抱いている。
前田（まえだ）
演 - 戸田恵子
アイドルグループSMAPのマネージャー。第26回に登場。SMAPメンバーを「子供達」(まだ大人ではないと言う意味も込めて)と呼び、時に厳しく時に優しく見守っている。ライブではリハーサルの監督、チケットの手配、パンフレットの確認、弁当の手配まであらゆる業務に対応する。草彅が富樫から強請られていた事実は把握しており、口止め料を事務所で負担する事も提案していたが、「迷惑をかけたくない」と言う本人の希望によって断られていた。それ故、富樫が自殺したと言う報告を聞いた際には草彅を単独で呼び出し、「あなた、関係無いわよね？」と確認している。
「『古畑任三郎 VS SMAP』その後…」にも出演。服役中のメンバーによる脱獄計画を知り、その手助けをする事になっていたが、当日になって全員が脱獄を中止した事を木村から聞かされ、きちんと穴を埋めるように伝えた上で撤収する(もし脱獄が成功した際には年内に復活ライブをするつもりで武道館を仮押さえしており、覆面ライブで敢行させる予定だった)。その際、古畑と家族ぐるみの付き合いをしている事を明かし、嬉しそうに指輪を見せつけた。

## 犯人（ゲスト）

### 第1シーズンの犯人
第1回「死者からの伝言」
小石川 ちなみ（こいしかわ ちなみ）
演 - 中森明菜
職業：少女コミック作家。
年齢は28歳。代表作は「カリマンタンの城」「アゼルバイジャンの夜は更けて（小説版では「ジンバブエの夜は更けて」）」。漫画家と呼ばれることを嫌い、コミック作家と呼ばれることを好む。人気作家であり才能にも恵まれているが、キャラクターの書き分けは苦手なようで、古畑にキャラが皆同じ顔に見えると酷評された。愛犬は万五郎という名前のゴールデン・レトリバー。生きることに消極的な女性だが、料理が得意など家庭的な面も持っている。
古畑によって殺人を暴かれ、逮捕されたものの、古畑からは励ましの言葉を受けている。第2シーズンにて小清水潔の弁護によって無罪となる。以後も古畑と今泉とは交友が続いており、後にちなみが結婚した際、古畑は式に招待されている。その後渡米したちなみのアトランタの住居へも招かれている。また、第42回にて古畑が大野もみじに似た女性として彼女の半生を語った。
もともと脚本の三谷幸喜が中森の熱狂的なファンだったことで、第1話の犯人役として起用された。また、中森自身も変わった役を演じたいと考えており、二つ返事で引き受けた。演技に当たっては、心優しい部分をうまく表現することを意識していた。
第2回「動く死体」
中村 右近（なかむら うこん）
演 - 堺正章
職業：歌舞伎役者。
中村右近を襲名しており、彼は六代目にあたる。屋号は中村屋。『なるほど!ザ・ワールド』をはじめ、テレビ出演もしている。食えない性格で役作りに熱心。劇中では『義経千本桜』の狐忠信を演じ、次に演じる予定の『盟三五大切』の主役・薩摩源五兵衛の気持ちを体験するため現場に留まる。これに対して犯行を暴いた直後の古畑から「なぜ犯行現場に留まっていたのですか？」と問われた際に先述の理由を述べ、「役者の鑑でしょ？」と自画自賛するが、古畑からは「でも犯人としては…」と言われたところで「最低」と自嘲した。「消えた古畑任三郎」では、古畑との対決について「木戸銭を取って人に見せたかった」と語る一方で、対峙した際手玉に取られたことから、古畑を「意地の悪い男だよ」と評しており、特に懐中電灯の件で古畑の罠に嵌った件については、「あの時は私も、堪忍袋の緒を緩めましたよ！」と声を荒げている。
第3回「笑える死体」
笹山 アリ（ささやま あり）
演 - 古手川祐子
職業：精神科医。
笹山神経科クリニックの院長。古畑の性格を見透かし、手を焼いた古畑が「だから苦手なんですよ。神経科の先生っていうのは」と愚痴をこぼした際、「対象を広げて問題点をぼやかそうとしている。あなたが苦手なのは神経科の先生じゃなくてあたしなの」と論破した。料理は苦手で、被害者の予想外の行動とこれに気付いた古畑がカマをかけたのには、決定的な手がかりを掴まれこそしなかったものの、一本取られている。
｢消えた古畑任三郎｣に於いても、幼児性が抜けない人物であると評し、行方不明になったのも注目を集めるのが目的と判断した。
第4回「殺しのファックス」
幡随院 大（ばんずいん だい）
演 - 笑福亭鶴瓶
職業：推理作家。
著書に鮫島警部ならぬ「鯨鳥（くじらとり）警部」を主人公としたシリーズがある。仕事用のFAXをホテルの部屋に入れている。最新作は「虚栄の航跡」であるが、小説のタイトルは適当に辞書を引いて単語を組み合わせているだけ。秘書との浮気が妻にばれたのが事件の発端。ホテルのレストランではとんかつ御膳をよく注文する。FAXを使った偽装誘拐を装うも、古畑はそれを見抜き、古畑が仕掛けた罠に嵌ってしまう。古畑に陥れられた犯人の一人で、｢消えた古畑任三郎｣では殺人したことを悪いと認めつつも古畑に対しては「なんちゅう男や！あの男は…」と怒りを露わにしていた。
第5回「汚れた王将」
米沢（よねざわ）八段
演 - 五代目坂東八十助（現・十代目坂東三津五郎）
職業：将棋棋士。
徹底的な合理主義者で、和服を合理的という理由で若い頃から愛用。タイトル戦に挑戦するほどの実力者だが、若手の台頭により、世代交代の危機感を抱いていた。下の名前は不明。好きな動物はキリン。「消えた古畑任三郎」では、論理的な思考で古畑を苦しめた犯人の一人として挙げられており、それを聞かれるとどこか満足気であった。
第6回「ピアノ・レッスン」
井口 薫（いぐち かおる）
演 - 木の実ナナ
職業：ピアニスト。
世界的なピアニストであり、講師として指導も行っている。気が強く、スタンガンで痴漢を半殺しにしたことがある。弟子への指導は厳しく、楽器をケースに入れていないだけでも強く叱責し、周りの関係者全員から恐れられている。
「消えた古畑任三郎」では「楽しかった。私に相応しい相手」と好意的に評価していた。ただし、音感に関しては懐疑的である。
第7回「殺人リハーサル」
大宮 十四郎（おおみや じゅうしろう）
演 - 小林稔侍
職業：時代劇俳優。
主演映画「あっぱれ侍」を撮影していた、ベテラン時代劇俳優。初主演作は、昭和38年公開の「忠治、故郷へ帰る」。撮影所のスタッフから慕われている。「消えた古畑任三郎」では、 古畑とは対峙する中である種の信頼関係で結ばれていたと考えており、彼を最初見た時、「こいつはいい時代劇俳優になる」と思ったらしい。
第8回「殺人特急」
中川 淳一（なかがわ じゅんいち）
演 - 鹿賀丈史
職業：外科医。
天真楼（てんしんろう）病院の外科部長。三谷が脚本を務めたドラマ『振り返れば奴がいる』の登場人物。犯行のきっかけは自身の浮気だが、本人によると「妻の父は病院を持っているが、愛人の父は病院を持っていない」とのことで、今の妻と離婚をする気はない。「消えた古畑任三郎」では、古畑にいじめられた犯人の一人として挙げられており、人殺しをした自分が悪いと認める一方「あんなに人をいじめて楽しいのかな？まあ楽しいんだけどさ」とコメントしている。
第9回「殺人公開放送」
黒田 清（くろだ きよし）
演 - 石黒賢
職業：超能力研究家。
世間では霊能力者として知られていたが、実際にはそのような力は一切無く、自分の生活と地位を守るために事前にタネを仕込むインチキ超能力で世の中を欺き続けていた。彼曰く「少年時代は本当に不思議な力が使えたが、成人後は使えなくなった」とのこと。「消えた古畑任三郎」では、超能力が蘇ったと言いながらスプーンを何本も曲げてみせた。移動にはオートバイを使用している。小説版での名前表記は「聖」（読みは同じ）。
第10回「矛盾だらけの死体」
佐古水 茂雄（さこみず しげお）
演 - 小堺一機
職業：国会議員秘書。
参議院議員・鵜野忠邦（森山周一郎）の秘書。自分も政治家として国会議員になることが念願で、鵜野から後継者指名されることを期待していた。古畑にいじめられた犯人の一人で、「消えた古畑任三郎」では「古畑さんの仕打ちは一生忘れないつもりです」と古畑のことを快く思っていない。小説版での名前は「迫坪茂夫（さこつぼしげお）」。
第11回「さよなら、DJ」
中浦 たか子（なかうら たかこ）
演 - 桃井かおり
職業：歌手、ディスクジョッキー (DJ)。
愛称は「おたかさん」。出演番組に、「ラジオ東京」で深夜1時から4時に放送している「中浦たか子のミッドナイトジャパン」がある。古畑の歌を下手糞と酷評したが、本人の人柄については｢御茶目｣と好意的に見ている。「消えた古畑任三郎」では古畑の髪型に関心を示しており、どこのパーマ屋で調髪しているのか気にしていたほか、犯行を暴かれて古畑と警察署に向かう途中、古畑の家に寄りたいと懇願し、古畑が「うちは普通の家だから」と断ったというエピソードを語る。事件の後、古畑は何度か面会に来ている。「消えた古畑任三郎」の前に来ていることが分かっており、行方を眩ます前に会った最後の人物ということになる。刑務所では模範囚とのこと。
「赤い洗面器の男」の小咄を最初にした人物。後に三谷が脚本を務める映画『ラヂオの時間』にも登場している。
第12回「最後のあいさつ」
小暮 音次郎（こぐれ おとじろう）
演 - 菅原文太
職業：警視庁捜査一課警視。
警視庁の刑事で階級は警視。今泉から「ウチの署の神様みたいな人」と言われる。荒っぽい口調で、ヘビースモーカーで吸う煙草の銘柄はセブンスター。現場の最前線で戦う銃のプロで、銃を持たず頭脳で戦う古畑とは対照的だが、集団行動が苦手でいつも単独行動という点は同じである。違法薬物密売ルートに詳しい。古畑が差し入れに持ってきたモスバーガーに「俺は今までこんな小洒落た物は食うたことないよ」と言いつつ、「こんなに美味い物が世の中にあったんだなあ」舌鼓を打つが、名前がうまく覚えられず「モスラバーガー」と言い間違えていた。逮捕時に古畑の実力を認め敬語で接し、呼び捨てもやめた律儀な人物で、「消えた古畑任三郎」では唯一声のみの出演ながらやはり古畑を評価する発言をしていた。

### 第2シーズンの犯人
第22回サブタイトル横のカッコ内は放映時に新聞のラテ欄に表記されていたもの
第14回「しゃべりすぎた男」
小清水 潔（おしみず きよし）
演 - 明石家さんま
職業：弁護士。
今泉の大学時代の同期で同じゼミに通っていた。猫アレルギーを持つ。弁護士としては優秀で、小石川ちなみの弁護も担当しており、彼女を無罪にした。「消えた古畑任三郎」で、これまで古畑が対決した24人の犯人の中で、決着までに最も時間がかかった犯人と評された。今泉を冤罪に仕立てようとしたこともあり、古畑はかなり対抗心を燃やしていた。獄中では古畑を「ひどい奴や」と酷評していた。
第15回「笑わない女」
宇佐美 ヨリエ（うさみ よりえ）
演 - 沢口靖子
職業：教師。
プライオリ女子学院の生活指導教諭にして寮長。同学院の卒業生。学院の戒律を恐ろしいほど守り、それを生徒にも強要する「歩く規則」的人物。そのため学生からは嫌われていた。戒律によって嘘は絶対につかないため、古畑が「あなたは阿部先生を殺しましたか」と尋ねると、素直に自供を始めた。だが生徒から規律違反として押収した口紅を前にふと好奇心が芽生えたことで(古畑いわく「まるで母親の化粧道具をこっそり使った小学生のように」）、一度だけ戒律を破り化粧をしてしまい、あろうことかそれを敵対していた同僚の教師に見られ、それが憎しみとなりついには殺害してしまうが、それ以来は一度も戒律を破ってはいない。「消えた古畑任三郎」では、面会時に部屋のドアを開けたままにしておくよう要求するなど、獄中でも戒律を守り続けており、古畑については「慈悲深かった」と回想した。
なお、戒律を守った例として同僚教師の殺害においてはウォークマンで音楽を聴きながら犯行に及び、古畑から犯行時刻に何をしていたのか聞かれたときには「部屋でマリア・カラスを聴いておりました」と答えていた。最終的には「私、そのためにわざわざテープを買ったんですよ。言葉が足りないのは噓とは言いません」と補足している。また、「悪法でも法は法」と順守する一面もあり、犯行の全てを暴いた直後の古畑がプライオリ女子学院で自由に飲むことを許されている御白湯について「御白湯も慣れるとうまいもんです」と語ったのに対し、「そうかしら、私は全然おいしいとは思わないけど」と言い放ち、古畑を苦笑させた。
第16回「ゲームの達人」
乾 研一郎（いぬい けんいちろう）
演 - 草刈正雄
職業：医師。
若い頃は推理小説を描いていたほどのミステリーマニア。友人の小説家の妻と密かに不倫関係にあった。当初は浮気相手だけを殺すつもりだったが、友人である小説家が探偵に調査を依頼していると知り、2人とも拳銃で殺害した上で、すべての犯行を小説家の無理心中に偽装した。妻子持ちで家では「マイホームパパ」で通っているらしく、妻と離婚する気も無ければ、そもそも自分が友人の妻と不倫関係にあることを何が何でも知られたくはなかった様子（それなのに不倫に走るという矛盾した行為に及んだ理由は、劇中では謎のままであった）。ビリヤード、ダーツ、チェス、バックギャモンなどのゲームの腕は抜群で、古畑を唸らせた。
劇中で複数の人物を死に至らしめた犯人は他にも存在するが、一組の夫婦を殺害するに至ったのは彼だけである。
三谷のインタビューによれば、当初は石坂浩二を想定していたらしいが、スケジュールが合わなかったために急遽草刈が起用された。
第17回「赤か、青か」
林 功夫（はやし いさお）
演 - 木村拓哉
職業：天神大学の電子工学部の研究助手。
観覧車に爆弾を仕掛け、去り際に自分を目撃した警備員を殺害した。爆弾を仕掛けた観覧車に今泉が乗っていたこともあって、一騒動起きる。最後に明かされた極めて些細かつ身勝手な犯行の動機により、古畑が唯一手を上げた犯人。向島の妻が作り、古畑たちに向島があげたフォーチュンクッキーが重要な鍵となり、今泉の命を救う結果となった。古畑に手を上げられるほどに人格は歪んでいたが逮捕後は改心し、「消えた古畑任三郎」では模範囚を自称している。古畑のことを暴力刑事と思い込んでいたため、めったに怒らないと知って驚いていた。最後は、自分が立ち直るきっかけを作った古畑に対し、「古畑のおっさん、ありがとう」と感謝の意を表した。移動には自転車を使用している。
なお、木村はスペシャル3において、別の役で再度出演している。
第18回「偽善の報酬」
佐々木 高代（ささき たかしろ）
演 - 加藤治子
職業：脚本家。
本名は佐々木久子。代表作に「冬の蚊取り線香」（主演：桃井かおり）がある。最近のドラマは何かと喋り過ぎると苦言を呈している。仲の悪い妹と長らく互いに不満と我慢を重ねながら行動を共にしていたが、「絶対に見破られない凶器のトリック」を思いついたことから殺害した。逮捕の際、高齢を理由に見逃して欲しいと古畑に懇願するが、古畑に「先生のドラマの登場人物はいつだって堂々としてました。先生もそうあって下さい」と諭され、態度を改めている。
獄中では、あくまでジョン・トラボルタが断トツと前置きしながらも、古畑のことを「ケーリー・グラントのような存在。御茶目でセクシー」と評していた。
なお、「佐々木高代」は東京サンシャインボーイズが拠点としていたTHEATER/TOPSの支配人。打ち上げの際、余興で「古畑の犯人役に自分の名前を使ってもらえる権」をオークションしたところ、佐々木が落札した。落札額はかなりの高額だったらしく、古畑に「あの佐々木高代さんですか？」と3回も言わせている。
第19回「VSクイズ王」
千堂 謙吉（せんどう けんきち）
演 - 唐沢寿明
職業：学習塾経営者。
学習塾の経営者だが、遊び半分で応募したクイズ番組「クイズ王」で優勝し、チャンピオンとして有名になる。しかし実際は、「無敗のチャンピオンを作りたい」という番組側の思惑により、収録前に番組側からヒントとなるナンバーを教えてもらうという不正で王座を守っていた。CM出演もしている。古畑に自分と同じことをさせるゲームを仕掛け、口に含んだコップの水を飲みこんだと見せかけて飲み込まないトリックで勝利した。騙されて水を飲みこんでしまった古畑はその後口から水をこぼすのを真似できなかった。テレビ局の弁当の質が悪いとして特注弁当を届けさせたり、素人ながら番組の演出にダメ出しをしプロデューサーに意見するなど、傲慢な面もある。塾講師でクイズチャンピオンなだけあって博識で、「消えた古畑任三郎」では登場する度にクイズを出題していた。また「古畑の好敵手」を自称しているが、芳賀には「物知りというのは関係ない」と一蹴されたものの、弁の立つ相手として古畑にとっては厄介な敵の1人と称された。
第20回「動機の鑑定」
春峯堂（しゅんぽうどう）のご主人
演 - 二代目澤村藤十郎
職業：古美術商。
シリーズで唯一、名前の設定が無い犯人（作中でも「春峯堂さん」と呼ばれている）。温和で物静かな口調の裏側に残忍で狡猾な性格を秘めている。美術館館長の永井(角野卓造)と組んで数々の危ないことも行っており、同業者からの評判はこれを聞き及んだ古畑曰く「あなたの評判は最低です」とのこと。歴史的価値などに捕らわれない独自の審美眼を持ち、故に、有罪は揺るがずとも古畑に間違った推理をさせた唯一の犯人であり、「消えた古畑任三郎」でそのことを聞かされると、嬉しそうに笑っていた。
第21回「魔術師の選択」
南大門 昌男（なんだいもん まさお）
演 - 山城新伍
職業：マジシャン。
元著名なマジシャンで高級クラブ「ゴーストキャッスル」のオーナー。若い頃よりプレイボーイとしても有名。指の怪我によってマジシャンを引退し、後進育成も兼ねてマジック・ショーを売り物にするクラブを開いた。指の怪我もあり、常に手袋をしている。犯行の真の動機を語りたくないためか、「消えた古畑任三郎」では「記憶にない」と古畑の存在をすっかり忘れたかのようにとぼけている。喫煙者(葉巻)。
彼が自分の助手を殺した表向きの動機は、彼自身と同じく女癖の悪い助手の若手マジシャンがアシスタントの女性に手を出そうとしているのを知ったのに腹を立てての犯行となっているが、古畑だけに明かした本当の動機はその女性の正体が彼が若い頃に付き合っていた女性との間に出来た娘であり、「父親が娘を悪い男から守ろうとした」というもの。また、これを秘密にしたのは付き合っていた女性との間で、「自分たちが付き合っていたことも、彼と娘との親子関係があることも、娘には絶対に隠して」との約束によるもの。
第22回「間違われた男」（間違えられた男）
若林 仁（わかばやし ひとし）
演 - 風間杜夫
職業：雑誌編集者。
文芸雑誌「月刊カドマツ」の編集長。一度は完全犯罪に成功するも、その後短時間で次々と不幸が訪れる。古畑に散々振り回されたあげく、事件が発覚した直後に逮捕されるというシリーズ中で一番不運で間抜けな犯人として描かれている。逮捕時に「もっとちゃんとした犯罪であなたと戦いたかった」と古畑に語り、「消えた古畑任三郎」でも「自分もその気になってやればもっとできたはずだ」と獄中でぼやいていた。
第23回「ニューヨークでの出来事」
のり子・ケンドール
演 - 鈴木保奈美
職業：無職
ニューヨーク在住。ニューヨークに向かうバスの車内で古畑と出会い、既に裁判では無罪になっている、彼女の友人が犯したという完全犯罪について語る。小説家ネルソン・ケンドールの未亡人。亡くなったネルソンの不倫の実体験に基づいた『カドベリー・イン・ザ・トワイライト』の印税で生きているために笑われ者となり、外ではサングラスをかけ人目を避る生活を送っている。ポンキッキーズが好き。「消えた古畑任三郎」では、古畑に語った「今川焼きをくれたおばさん」と同様に古畑に対して「感じのいい人だった」と回想している。

### 総集編の犯人
第25回「消えた古畑任三郎」
- 今泉慎太郎（巡査） - 西村雅彦

事故（過失）。

### 第3シーズンの犯人
サブタイトル横のカッコ内は放映時に新聞のラテ欄に表記されていたもの。
第28回「若旦那の犯罪」
気楽家 雅楽（きらくや がらく）
演 - 七代目市川染五郎（現・十代目松本幸四郎）
職業：落語家。
兄弟子は気楽家苦楽（モロ師岡）。師匠は気楽家有楽（梅野泰靖）。人気、実力共に一流の売れっ子落語家だが古典落語には造詣が浅くネタ作りは苦手。苦楽が代役として有楽に稽古をつけてもらっていたのは、古典落語の「野ざらし」の中間部である。陰気臭く話術の才能こそ無いものの、古典落語に精通しネタ作りには一級品の腕を持つ苦楽の創作落語の新ネタを自分のものにしようとしたのが事件の発端。また有楽の発言から本名の下の名前が「信雄（のぶかつ）」であることが分かる。

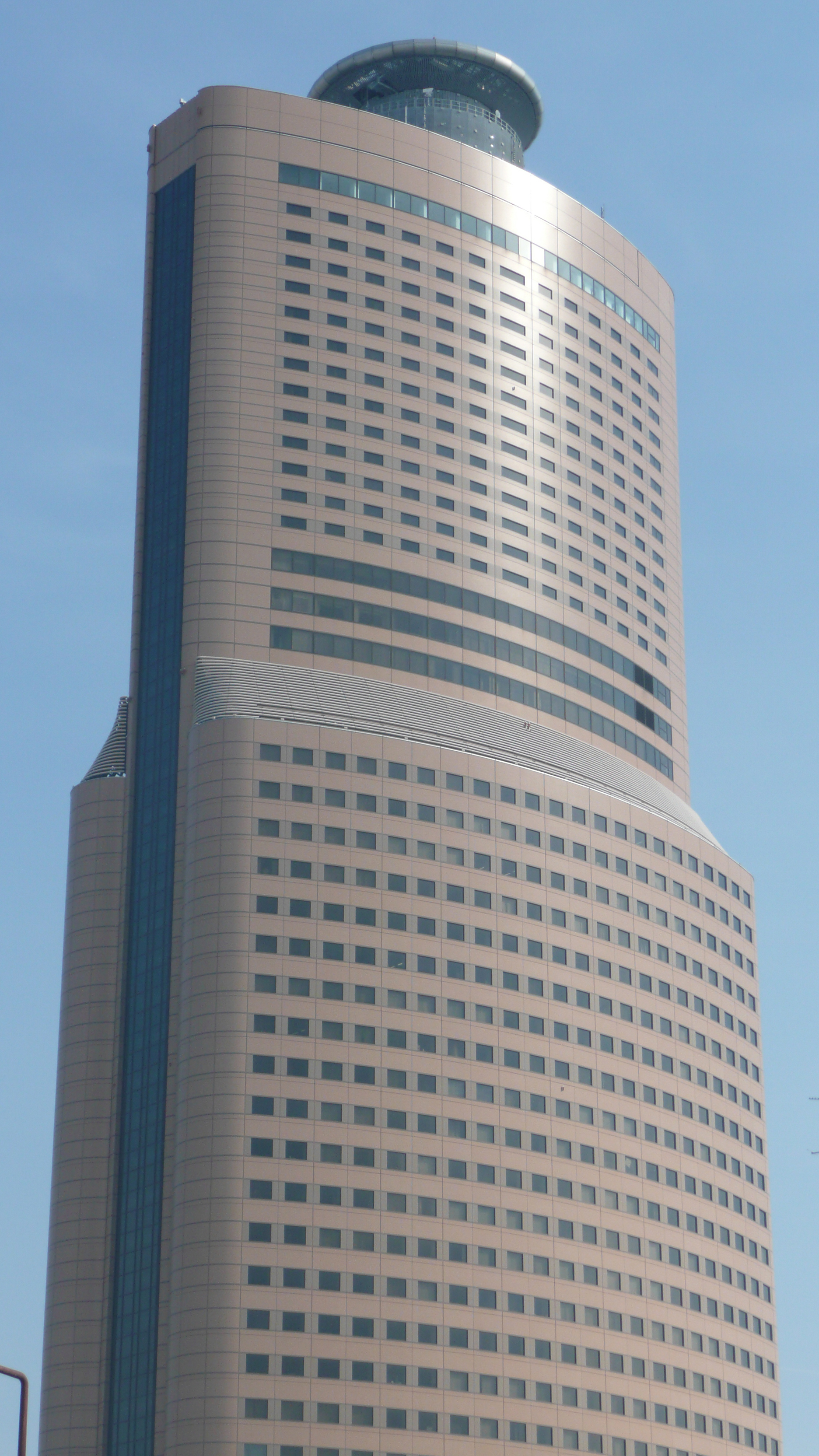
第29回に登場する井沢ホテルのモデルとなったアクトシティ浜松高層棟。オークラアクトシティホテル浜松が入居しており、玄関ホールで撮影が行われた。

第29回「その男、多忙につき」（忙しすぎる殺人者）
由良 一夫（ゆら かずお）
演 - 真田広之
職業：メディアプランナー。
一度に何件もの仕事を抱える超多忙な男。それ故、常に携帯電話を手に仕事仲間や仕事相手と話している。不倫疑惑を抱える岩田大介都議会議員（佐渡稔）のブレーンも務めており、新規事業を巡る意見の違いから射殺した。せっかちな性格で、エレベーターの呼び出しボタンを何度も押す癖がある。提案していた題材は「奥様は48歳」。宿泊する井沢ホテルで自身が過去に手掛けたイベントが原因となって、古畑に岩田殺しの犯人であるとの決定的証拠を掴まれる。しかし、当の本人はその仕事自体を古畑に指摘されるまですっかり忘れていた。
第30回「灰色の村」（古畑、風邪をひく）
荒木 嘉右衛門（あらき かえもん）
演 - 松村達雄
職業：村長。
雛美村の村長。村人から「お館様」と呼ばれ神様のように慕われている。村の特産品である日本酒『雛乃誉』を新たな村の特産品として、大手デパートに売り出そうとしていた。犯行後は自首する意向であったが、鵜飼（岡八郎）ら村民から自首しないように願われた。村民が結託し庇おうと口裏を合わせたものの結局古畑に屈し犯行を自供した。
第31回「古畑、歯医者へ行く」（アリバイの死角）
金森 晴子（かなもり はるこ）
演 - 大地真央
職業：歯科医師。
金森歯科クリニックの院長。食べ物など、口に物を入れた後は歯磨きせずにはいられない職業病の持ち主。SMAPのファン。古畑に「アクチノバシラス・アクチノミセテムコミタンス」という歯周病菌について教えた。唯一、変装して犯行に及んだ人物である。
第32回「再会」（古い友人に会う）
安斎 亨（あんざい とおる）
演 - 津川雅彦
職業：小説家。
古畑の小学時代の同級生。主に恋愛系の小説家。妻は二回り年下の香織（三浦理恵子）。若林仁が編集長を務めていた月刊カドマツを購読している。小石川ちなみの愛犬だった万五郎を古畑から預かっていた。友人として古畑を別荘に誘うも、古畑曰く「あまり仲良くはなかった」友人から招待されたことに疑問を抱く。なお、本人の言によると昔やってもいない悪事の犯人としてクラスで疑われた際に、古畑に無実であると証明してもらったとのこと。古畑のことは「ニン」と呼んでいる。企画時は、最終回に持ってくる予定だったと劇中で古畑が語っている。
第33回「絶対音感殺人事件」
黒井川 尚（くろいかわ なお）
演 - 市村正親
職業：常任指揮者。
甲陽フィルハーモニー交響楽団の指揮者。絶対音感を持っており、オーケストラを指揮中に楽器の音から演奏者の指の怪我が判別できるほどだが、一方である種の複数の音の組み合わせに不快感を感じる。「自分が知らない曲はない」と豪語する。
第34回「哀しき完全犯罪」
小田嶋 さくら（おだじま さくら）
演 - 田中美佐子
職業：女流囲碁棋士。
ケーブルテレビの囲碁番組を持っている。夫は囲碁棋士の小田嶋佐吉八段（小日向文世）で、几帳面な夫と比べて不器用で大雑把。夫から日常的にその大雑把な行動を注意指摘されており、番組への出演を辞め家庭に入るよう求められていた。夫の飼っている猫「ポンヌキ」からは嫌われている。
第35回「頭でっかちの殺人」（完全すぎた殺人）
堀井 岳（ほりい がく）
演 - 福山雅治
職業：化学研究所所員。
巨大なオフィスビルにして研究所である「BARONESS INDUSTRY CORP」に勤務する、本人曰く「化け学の方の化学者」。かつての事故で下半身不随となっており、常に電動車椅子に乗っている。事故以来人間性が欠けてしまっている。狡猾で頭が切れる反面、人間心理には疎い所がある。一方で大学時代からの友人である等々力や同じく友人にして元恋人である片桐恵とは長い付き合い故かフランクに接しており、恵からは彼女が感情的になった際には「ガクちゃん」と呼ばれている。
犯行現場に自ら足を踏み入れることなく犯行計画を立案し、実行した手口から、アバンタイトル時の古畑から「アームチェア・ディテクティブ」になぞられて、「アームチェア・マーダラー」と評された。
劇中の犯人の中では珍しく、被害者である等々力を殺害するのが目的ではなく、自身の元恋人にして妻子ある等々力と婚約するに至った恵に罪を被せて彼女を破滅させるのが目的であり、実際劇中では狙い通りに彼女が犯人であると錯覚した西園寺が彼女を事情聴取のために連行した。しかし、古畑からは恵を庇うようなことを言いながら、時折彼女が犯人であると受け取れる矛盾する発言をしたことから何回目かの件の発言で「まただ！」と指摘されるが、実はこの矛盾発言が古畑に疑われるそもそものきっかけではなく、劇中の犯人の中で唯一爆弾を使って殺人を犯したこと自体が原因で、古畑と顔を合わせた当初から犯人であると気付かれていたことが終盤で古畑の口から明かされた。
第36回「追いつめられて」（雲の中の死）
臺 修三（うてな しゅうぞう）
演 - 玉置浩二
職業：西洋美術研究家。
スマトラからの帰りの飛行機内で、飛行機に乗っていた浮気相手絡みの事件に巻き込まれる。妻はもえ子（もたいまさこ）。好物はキャビア。
最終的に浮気相手の死は完全な事故死であり殺人事件ですらなかったものの、妻のもえ子に浮気を知られたくない一心から彼女の死に際して誰にも何も伝えず、さらには成り行きから飛行機の副機長に成りすますという身元詐称を行ったことが判明したため、逮捕が避けられない身となり、飛行中の飛行機内での出来事のため逮捕は目的地の空港への着陸後となったものの、本人は（正真正銘の殺人犯ほど刑期は長くないにしても）酒は一滴すら飲めず、食べる物も自由に選ぶことのできない留置場や拘置所、そして刑務所へ入るのが事実上確定したことから全てを明らかにされた直後に「どうせしばらく口にできなくなるから」と開き直ってキャビアとシャンパンを大量に注文した。
古畑は一切捜査に関わらなかった。しかし、古畑には最初から疑われていて、殺人でないことも把握されていたことが終盤で古畑に明かされた。
第37回「最も危険なゲーム・前編」（最後の事件）、第38回「最も危険なゲーム・後編」（最後の事件）
日下 光司（くさか こうじ）
演 - 江口洋介
職業：過激派リーダー。
動物愛護団体SAZ（Save Animals of Zoo ＝「動物園の動物を守ろう」）の過激派リーダー。SAZに雇われただけに過ぎず動物愛護には全く関心がない。犠牲者（より厳密には死傷者）を出すことのない「経済的な犯罪」の遂行に心血を注ぎ、犯罪をゲームとして楽しむ。犯罪の証拠を古畑に突きつけられたにもかかわらず、本気で逃走を図った唯一の犯人。その後、金を見つけても持ち去ったりする恐れの無い、少年野球チームが朝一番に朝練に来る予定の野球場に盗んだ金を置きに行き、少年野球チームに金を見つけさせて最寄りの交番に届けさせようとするが、その目論みを古畑に見透かされていたためその場で逮捕された。しかしこの際、古畑に敗れながらも不敵な表情で「今度は負けないよ」と言い放った。

### スペシャルの犯人
第13回「笑うカンガルー」
二本松 晋（にほんまつ しん）
演 - 陣内孝則
職業：数学者。
傲慢で欲張りな自信家。天才数学者・野田茂男（田口浩正）とコンビを組むことによって数学界の最高峰と言われる賞を受賞する。だが、実際には数学者としての才能は二流であり、実質的には口下手で無愛想な野田のスポークスマン的な役目を果たしているに過ぎなかった。饒舌で取材にも好意的なためマスコミ受けはいいが、数学者の間では無視されている。事件の1週間前に「ファルコンの定理」を解いたアメリカの数学者が、世界中の数学者に検算を求める手紙を送っており、野田には届いたが二本松には届かなかった。「消えた古畑任三郎」では、古畑のことを「奴のおかげで僕の人生は滅茶苦茶だ。アーバックル賞まで取った男がこのざまですよ。一生忘れないね」と恨んでいる。また「古畑の好敵手」を自認しているが、芳賀には「実際には二本松一人が右往左往していただけであり、二本松自身は二流の人物なので好敵手とは言えない」と一蹴されている。
第24回「しばしのお別れ」
二葉 鳳翆（ふたば ほうよう）
演 - 山口智子
職業：フラワーアレンジメント主宰者。
今泉が自律神経失調症のリハビリで通っているフラワー・アレンジメント学校の主宰者。元々は看護婦をしていたが、送られてくる花に興味を持ち、転身。二葉流華道の家元・二葉鳳水（長内美那子）に師事していたが、鳳水が色情を持ち出してきたがために袂を分かち（表向きには二葉流のやり方が肌に合わなかったためとされている）、「踊りながら花を生ける」という独自の流派を開いた。
「生け花」と言われることを嫌がり、「フラワーアレンジメント」にこだわりがある。
第26回「古畑任三郎 vs SMAP」
SMAP（スマップ）
演 - SMAP
職業：アイドルグループ。
友情で結ばれた5人で、共に同じ孤児院出身であり幼い頃から一緒だった幼馴染同士。
- 中居正広 - 責任感が強いグループのリーダー。殺人に反対していた。バラエティ番組の司会もしている。事件後1人で責任を全部かぶろうとする。ビーズのペンダントを着けている。
- 木村拓哉 - 挑戦的で派手な性格。仲間との団結に重きを置く。殺人計画を立案し、実際の現場ではロープの固定など主要な作業を担当。刑事ドラマの主役も務めている。古畑に挑戦的な態度で臨んだため、「あなたのようなタイプが最もぼろを出すということを私は経験で知ってます」と言われている。
- 稲垣吾郎 - マイペースな行動が多く、気分屋な性格。直接殺人には参加せずタイムキーパーを担当。舞台俳優も務めている。算数が得意。
- 草彅剛 - 仲間思いの悩める青年。彼の叔父（通称「丸いおじさん」）はかつてSMAPの5人を世話してくれていた。彼が脅されたことが事件の発端となる。当初は犯行に参加する予定は無く、アリバイ作りを担当していた（被害者が死ねば真っ先に容疑者になるため）が、近くにいたスタッフがその場を外した際に、現場へ向かった。犯行中、被害者から反撃を受け、怪我を負う。
- 香取慎吾 - お調子者のムードメーカーのようで、頭の回転は速い。エレベーターの天井のボルト外しを担当。吾郎とは反対で算数が苦手。

『古畑任三郎 VS SMAP その後』（『SMAP GO!GO!』内作品）でその後（事件から14年後）が描かれている。それによると、2013年の時点で服役中だが、所長の好意で全員が同じ部屋に収容されている。また、全員模範囚と認定されている。仮釈放の1か月前に脱獄計画を立てて準備をしていたが、決行当日に中居が「残る」と言い出し、他のメンバーは中居を説得しようとしたが、最終的には全員が中居に同意したため、計画は中止された。
なお、この14年の間に、古畑とマネージャーの前田は恋愛関係になっており、婚約指輪（結婚指輪）を渡しており、家族ぐるみの関係（同棲）をしているような描写がなされている。
第27回「黒岩博士の恐怖」
黒岩 健吾（くろいわ けんご）
演 - 緒形拳
職業：監察医。
事故・事件にみせかけて被害者の体内に「おみくじ」を詰めていく「通称・連続おみくじ殺人事件」により、警視庁を震撼させ混乱に陥れた。被害者の肛門に埋め込むという、前代未聞の「猟奇殺人事件」と見られていた。だが実は、自分たちによる連続殺人などではなく、偶然に事件・事故などにより死亡した被害者の肛門に、検死の際におみくじを詰めていただけであった。
研究室で、自作のタレに漬けたアタリメを石綿付きの金網の上に乗せてアルコールランプであぶり、ペトリ皿に盛り付けマヨネーズをトッピングし、それをつまみにビーカーで酒を飲むことを好む。古畑の口頭から逃げるために肛門におみくじを詰めることを「趣味」と言い切った。助手は春木（栗田貫一）。
第39回「すべて閣下の仕業」
黛 竹千代（まゆずみ たけちよ）
演 - 九代目松本幸四郎（現・二代目松本白鸚）
職業：外交官。
南米の某国に駐在する、日本の特命全権大使。部下や古畑からは「閣下」と呼ばれる。日本が他国から軽視されてはならないという主張のもとで大使館を豪華に飾り立て、自らも豪勢な暮らしをしていた。また、自分がこれまで授与された勲章を大事にしており、式典などの重要な場では必ず身に付ける。外務省に中途採用され大使館員となった身ながら、時の外務大臣の令嬢を妻にしたのを経て大出世を遂げた外交官ではあるが、某国の公用語であるスペイン語はごく一部しか話せない。このため、劇中で自ら起こした殺人事件を現地の反日派グループによる誘拐殺人事件に偽装するにおいて過去に起こった大使館員誘拐事件（詳細は不明ながら、あまりいい結果ではない結末を迎えたらしい）を参考にしたものの、その事件が冬に起こったことに起因する、自身が事件を起こした夏場ではありえない「身代金の受け渡し役はコートを着るように」との要求を記したスペイン語の文書をそのまま用いたことが、古畑に自身の犯行であると気付かれる一因となった。
犯行を暴かれた後、自室にてリボルバーで自殺する。古畑が自殺を許した唯一の犯人であり、後の『ファイナル』でもこの件は古畑が落ち込んだことが今泉の口から語られている。

### ファイナルの犯人
第40回「今、甦る死」
堀部 音弥（ほりべ おとや）
演 - 藤原竜也
職業：製パン会社経営者(専務→副社長→社長)。
パン製造工場を経営する堀部家の次男。世間知らずで子供じみた性格である。2代目社長であり兄である堀部大吉（千葉哲也）のもとで専務という肩書を与えられているが、実際には会社の運営には携わらず遊んでばかりいた。父と兄の相次ぐ死で社長に就任。趣味はラジコンで、社員・古畑・今泉・西園寺と遊んだことがあるが、元々は熱中しやすく、熱が冷めると忘れっぽい性格から、自室にはギターや模型飛行機などの物品が埃をかぶっている。天馬に影響され小学生時代に自由研究で作った完全犯罪ノートを実践し兄を殺害し、最終的に猟銃の暴発事故により絶命。本人は怪我をする程度のつもりであり、自分を被害者と偽装することで容疑者から外れようとしていたのだが、天馬によりノートが改ざんされ火薬の量が死亡する数値に変えられていた。なお、作中で死亡した犯人は黛竹千代と彼のみである。
天馬 恭介（てんま きょうすけ）
演 - 石坂浩二
職業：郷土資料館の館長。
元小学校の教師であり校長で、堀部兄弟の恩師。音弥を裏で操っていた黒幕であり、事実上の真犯人と言える人物。教え子が大勢いるため警察にも影響力を持っており、自身に嫌疑がかかる前は古畑を捜査から外させる旨の発言をしていた。巧妙な言葉で音弥を殺人に導き、最後はノートの数字を書き換えるだけで音弥を殺害した。罪に問われるような「行為」は一切せず、自らの手を汚すことなく邪魔な人間を抹殺した。そのため、古畑は今回の事件に関しては天馬を罪に問うことができず、古畑に「まさに完全犯罪」「これほど完璧な殺人の計画を私は知らない」と言わしめた。しかし、今回の犯行に繋がった15年前の大吉・音弥の父殺害の事件は突発的な犯行だったため証拠隠ぺいをほとんど行っておらず、15年前の事件を暴かれて逮捕された。
第41回「フェアな殺人者」
イチロー
演 - イチロー
職業：メジャーリーガー。
向島の腹違いの弟。フェアプレーを好み、嘘をつくことを嫌う。犯行後もその理念を重んじ、わざと犯行現場に証拠品を残し最後までその理念を貫き通した。
第42回「ラスト・ダンス」
大野 もみじ（おおの もみじ）
演 - 松嶋菜々子
職業：脚本家。
一卵性双生児の双子で、妹かえでと共に「加賀美京子」という共同ペンネームで執筆している。
- 大野もみじ（松嶋菜々子） - 双子の姉。ファッションには疎く、内向的な人物。自分と同じ顔を持ちながら、世渡りの上手いかえでにコンプレックスを抱いている。そしてその現状を何とか変えようと化粧やファッションに勤しみ、自分がかえでに成り変わるがためにかえでを身元交換に誘い殺害する。
- 大野かえで（松嶋菜々子） - 双子の妹。お洒落で社交的な人物。もみじのことを本心では鬱陶しく思っている。また、他者を弄ぶのを楽しんでいる面もあり、古畑もその対象だった。もみじが提案した身元交換を受けもみじに変装している最中にかえでに変装したもみじに殺害される。

### その他の犯人
第43回「古畑中学生 〜生涯最初の事件〜」
野々山（ののやま）
演 - 原田泰造
職業：杉の森中学校の理科教師。
村役場助役の蒲郡（甲本雅裕）と和尚（石田太郎）との共犯で、村の伝説にある埋蔵金を隠匿する。その隠し場所に古畑が事務所を構えたため、古畑を事務所から連れ出すよう仕向ける。
第44回「一瞬の過ち」
三谷
モデル - 三谷幸喜
イメージキャスト - 吉田鋼太郎
職業：脚本家。
ネットでオリジナル銃の作り方を研究し、サイレンサー付き銃で被害者を射殺する。
第45回「殺意の湯煙」
三谷直江
モデル - 三谷幸喜の母
息子の台本を台無しにする演技に対する口論の末、揉み合って被害者を殺害。

## 被害者

### 第1シーズンの被害者
第1回「死者からの伝言」
- 畑野茂（漫画編集者） - 池田成志

長野県の山荘の地下の金庫室に閉じ込められ、窒息死。

第2回「動く死体」
- 野崎（警備員） - きたろう

もみ合ううちに突き飛ばされ、机の角に後頭部を強打することによる打撲死（過失致死）。

第3回「笑える死体」
- 田代慎吾（シェフ・笹山の恋人） - 羽場裕一

不法侵入した泥棒に対する正当防衛という形を偽装した上で、バットで撲殺。

第4回「殺しのファックス」
- 幡随院フサ子（幡随院の妻） - 高柳葉子

紐による絞殺（話の中心は偽装された誘拐事件）。

第5回「汚れた王将」
- 大石（将棋棋士・対局の立会人） - 小林昭二

灰皿で撲殺。

第6回「ピアノ・レッスン」
- 川合健（音楽学院理事長） - 中丸新将

スタンガンの電圧流で死亡（ショック死）。

第7回「殺人リハーサル」
- 城田春彦（撮影所所長） - 長谷川初範

リハーサル中に殺陣の段取り違いと思わせて、模造刀を真剣と取り違えたことに見せかけて斬殺。

第8回「殺人特急」
- 宍戸隆（興信所所長） - 河原さぶ

睡眠薬入りポタージュを飲まされ、20ccの塩化カリウムを踝の静脈に注入して自然死に見せかけた薬殺。

第9回「殺人公開放送」
- 中島（チンピラ風の男） - 岡部務

河原でイカサマを仕込中に現場を目撃し、揉み合ううちに石で撲殺(過失致死)。

第10回「矛盾だらけの死体」
- 鵜野忠邦（参議院議員） - 森山周一郎

置物で殴打されたが死んでいない。
- 沢田マリ（鵜野の愛人） - 泉本のり子

大量の睡眠薬による薬殺。

第11回「さよなら、DJ」
- 沢村エリ子（中浦の付き人） - 八木小織

ある場所に待機させた上で、スパナで撲殺。

第12回「最後のあいさつ」
- 生原治（料理屋のアルバイト） - 鈴木隆仁

別の場所で張り込みをしていたと装い、FN ブローニングM1910で射殺。

### 第2シーズンの被害者
第14回「しゃべりすぎた男」
- 向井ひな子（スタイリスト・小清水の元恋人） - 秋本奈緒美

世田谷区の自宅マンションで花瓶として使われていたガラス製の水差しで撲殺。

第15回「笑わない女」
- 阿部哲也（女学院教諭） - 相島一之

自室で転倒時に鉄アレイの棒部分に頭を打って事故死したと偽装して、棒と同じサイズの鉄パイプで撲殺。

第16回「ゲームの達人」
- 花見禄助（推理作家） - 藤村俊二

コルト22で銃殺後、花見の無理心中に偽装。
- 花見常子（花見の妻） - 一色彩子

花見を銃殺したコルト22で銃殺。

第17回「赤か、青か」
- 真鍋茂（警備員） - 金井大

懐中電灯で撲殺。

第18回「偽善の報酬」
- 佐々木和子（マネージャー・高代の妹） - 絵沢萠子

和子がチャリティー用に貯めこんでいた硬貨を詰めた袋で撲殺。

第19回「VSクイズ王」
- 沼田（美術スタッフ） - 伊集院光

突き飛ばされ、衣装ケースに頭を強打したことによる打撲死（過失致死）。

第20回「動機の鑑定」
- 川北百漢（陶芸家） - 夢路いとし

永井と共にコルトトルーパー38/2インチで銃殺。
- 永井薫（美術館館長） - 角野卓造

本物の慶長の壷で殴った挙句、日本刀で斬殺。

第21回「魔術師の選択」
- 倉田勝男（奇術師） - 池田成志

オレンジジュースの瓶に粉末状の青酸化合物を入れ毒殺。

第22回「間違われた男」
- 川辺（若林の妻の浮気相手） - 清水昭博

レミントンライフルで銃殺後、糸によるトリックを仕掛ける（ただしこの殺人を古畑は捜査していない）。
- 鴨田巌（ホテルマン） - 小野武彦

石で頭部強打の撲殺（ただしこの殺人が古畑の捜査の始まりではない）。

第23回「ニューヨークでの出来事」
- ネルソン・ケンドール（小説家・のり子の夫） - 役者なし

たいやきのしっぽ側に毒を仕込み、それを食べさせ毒殺（ただし自ら尻尾側を渡した訳では無く、レディファースト意識を利用した犯罪。米国では無罪確定）。

### 総集編の被害者
第25回「消えた古畑任三郎」
- 古畑任三郎（警部補） - 田村正和

今泉の不注意によって第1回の殺害現場である山荘の地下倉庫に閉じ込められる（後に無事救出）。

### 第3シーズンの被害者
サブタイトル横のカッコ内は放映時に新聞のラテ欄に表記されていたもの。
第28回「若旦那の犯罪」
- 気楽家苦楽（落語家・雅楽の兄弟子） - モロ師岡

首を軍用ナイフで斬殺。

第29回「その男、多忙につき」（忙しすぎる殺人者）
- 岩田大介（都議会議員） - 佐渡稔

自殺に見せ掛けるため、秘書と携帯電話で通話中に9mm口径自動拳銃で銃殺。

第30回「灰色の村」（古畑、風邪をひく）
- 日下部薫子（村越デパート社員） - あめくみちこ

日本刀で斬殺後、沼に遺体を沈める。

第31回「古畑、歯医者へ行く」（アリバイの死角）
- 山村淳一（会社員） - 陰山泰

コンマ25口径の自動式拳銃で銃殺。

第32回「再会」（古い友人に会う）
- なし

自身の拳銃自殺を不倫をしていた妻による殺人に見せ掛けようと計画。

第33回「絶対音感殺人事件」
- 滝川ルミ（ビオラ奏者、黒井川の愛人） - 街田しおん

大理石製の灰皿で撲殺。

第34回「哀しき完全犯罪」
- 小田嶋佐吉（囲碁棋士・さくらの夫） - 小日向文世

非常用懐中電灯で撲殺。ただし完全には絶命せず、通報しようと電話機まで這って進むが、手前で力尽きて死亡。

第35回「頭でっかちの殺人」（完全すぎた殺人）
- 等々力（化学研究所所員） - 板尾創路

爆弾を仕掛けた銅像を用いて、電話で等々力自らに起爆スイッチを操作させて爆殺。

第36回「追いつめられて」（雲の中の死）
- 市川由美子（臺の愛人） - 川合千春

乱気流で飛行機が揺れたため転倒し、後頭部を打ち死亡（事故死）。

第37回「最も危険なゲーム・前編」（最後の事件）、第38回「最も危険なゲーム・後編」（最後の事件）
- 牟田（SAZメンバー） - 小原雅人

SAZメンバーながらも仲間を裏切って公安に情報を提供しようとするが、それに気付いた他のメンバー達により追跡され、最終的にはメンバーの山本により公園で銃殺（ただしこの殺人に関しては対決しないが、殺害犯の山本は公園で弾き語りをしていたストリートミュージシャンに顔を目撃されており、その目撃証言に基づく似顔絵を見た今泉によって山本は気付かれているが最後には仲間の勧めで逃亡した模様）。

### スペシャルの被害者
第13回「笑うカンガルー」
- 野田茂男（数学者・二本松の相棒） - 田口浩正

最初、野田の妻・ひかるに突き飛ばされ、テーブルに頭を打つも、死んでおらず（故意。古畑も気付いていたが、温情で見逃している）その後、二本松が灰皿で撲殺。

第24回「しばしのお別れ」
- 二葉鳳水（華道家（家元）） - 長内美那子

睡眠薬入りの茶を飲ませ、ジギタリスを注射して殺害。

第26回「古畑任三郎 vs SMAP」
- 富樫明男（コンサートホールスタッフ） - 宇梶剛士

首吊り自殺に見せかけ、絞殺。

第27回「黒岩博士の恐怖」
- 小木智満（都議会議員秘書） - 酒井敏也

毒物注射で毒殺後、肛門におみくじを詰める。
- 春木（大学助手） - 栗田貫一

パターで撲殺。その後飛び降り自殺に偽装し、春木自身が犯人だと記したおみくじを肛門に詰める。

第39回「すべて閣下の仕業」
- 川北健（参事官） - 及川光博

壷で撲殺後、現地の反日団体に誘拐され、殺されたと偽装。

### ファイナルの被害者
第40回「今、甦る死」
- 堀部大吉（パン工場代表取締役社長） - 千葉哲也

天馬に心理誘導されている音弥により、撲殺後事故死に偽装される。
- 堀部音弥（パン工場専務） - 藤原竜也

天馬に誘導され大吉を殺害した張本人だが、その後天馬によって自身を被害者と偽装するのに失敗したことによる、銃での事故死に見せかけられる。

第41回「フェアな殺人者」
- 郡山繁（フリーライター） - 今井朋彦

ストリキニーネを使用し、毒殺。ただし郡山に毒か蜂蜜の入ったカプセルを選ばせて飲ませており、自分が死ぬ代わりに彼が助かるチャンスも作っている。

第42回「ラスト・ダンス」
- 大野かえで（脚本家 ※犯人の項を参照） - 松嶋菜々子

（昔、取材した暴力団員からもらった）自動式拳銃で銃殺。

### その他の被害者
第44回「一瞬の過ち」
- 大泉妙（俳優） - 大泉洋がモデル

バリトンホテルで銃殺される。
第45回「殺意の湯煙」
- シャトー二郎（俳優） - 佐藤二朗がモデル

箱根の高級温泉旅館で口論の末殺される。